# Denise Parker
Denise Parker, född den 12 december 1973 i Salt Lake City, Utah, är en amerikansk idrottare som tog OS-brons i bågskytte vid olympiska sommarspelen 1988.